# Туризм в Саудовской Аравии

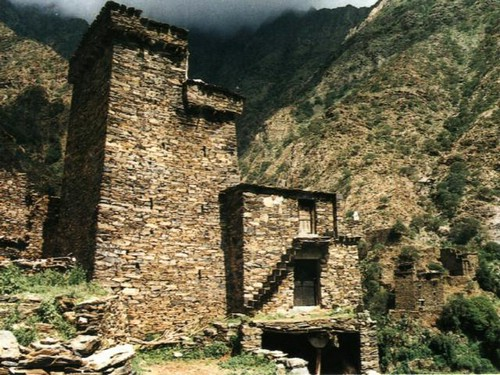
Аль-Баха, Саудовская Аравия

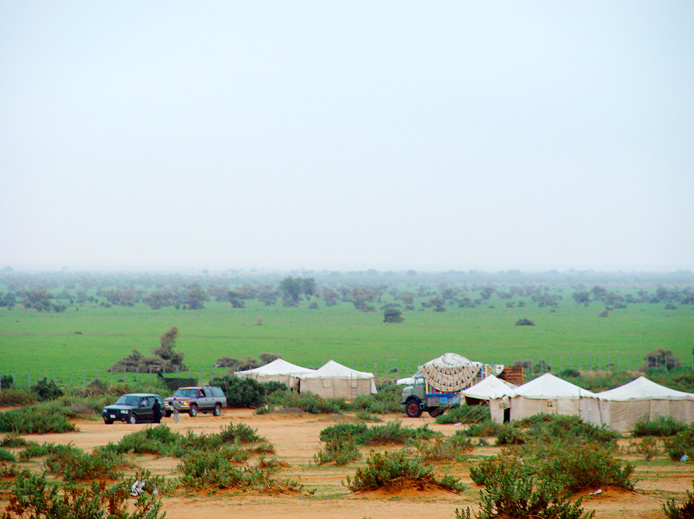
Хафар Аль-Батин, Саудовская Аравия

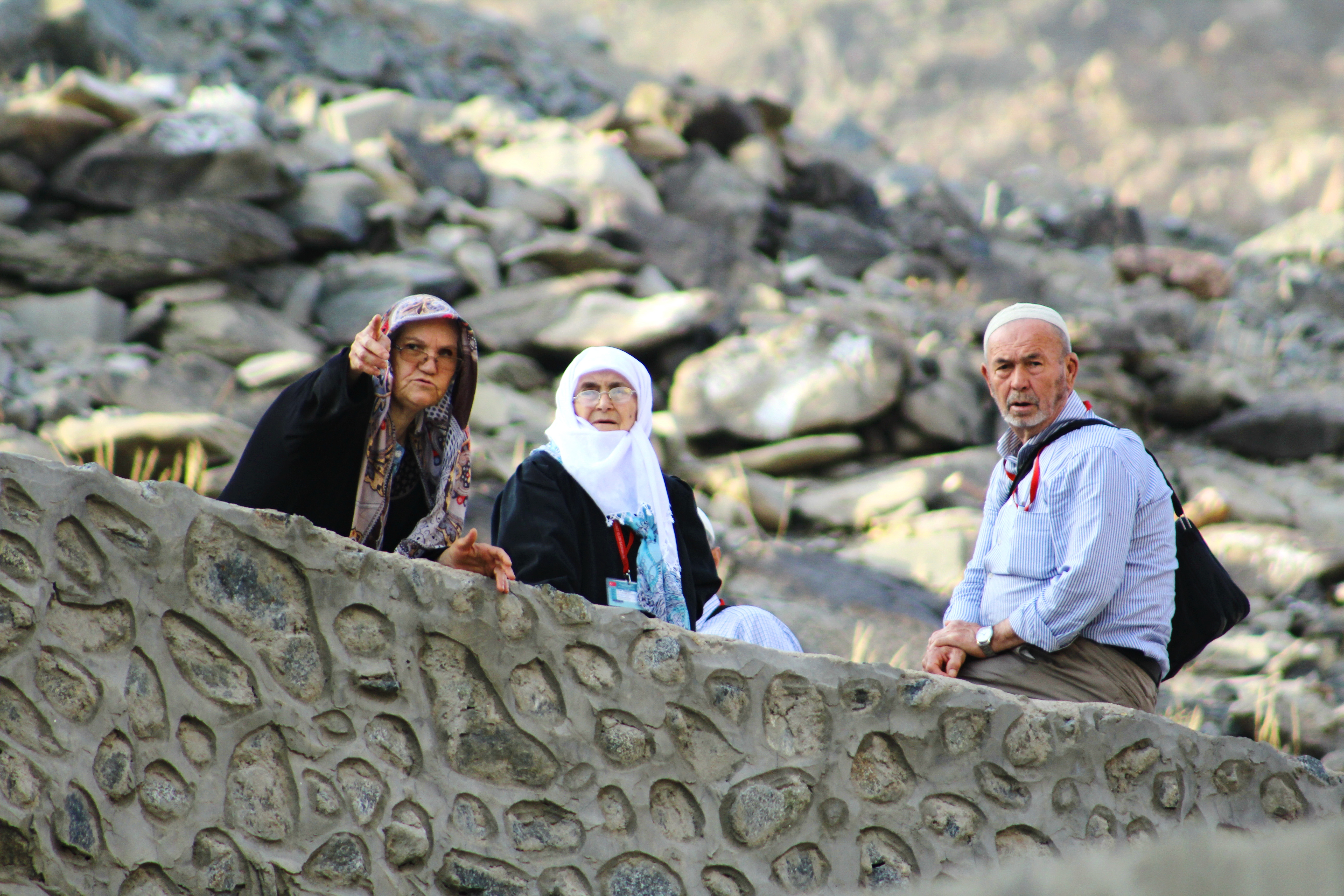
Турецкие мусульмане, посещающие Саудовскую Аравию с целью совершения Умры, в долине Джебель Саур. Часть туристов в Саудовской Аравии состоит из паломников.

Хотя основная часть туризма в Саудовской Аравии по-прежнему включает в себя религиозное паломничество, наблюдается рост в познавательном секторе туризма. По данным Всемирного банка, около 14,3 млн человек посетили Саудовскую Аравию в 2012 году, что ставит её на 19 место по посещаемости. Потенциальные туристические зоны включают горы Аль-Хиджаз и Сарават, дайвинг в Красном море и множество древних руин.
В декабре 2013 года Саудовская Аравия впервые в своей истории объявила о своём намерении начать выдачу туристических виз. Совет Министров поручил Саудовской Комиссии по Туризму и Древностям выдачу виз на основании определённых правил, утверждённых министерствами внутренних и иностранных дел.
Саудовская Аравия – лидер по темпам роста туризма среди стран G20.В 2021 году Саудовскую Аравию посетили более 63 млн человек – в 2 раза больше, чем в 2018 году.

## Музеи
- Музей Национального Наследия и Истории в Эр-Рияде
- Музей Бурайда
- Исторический музей Даммама (араб. متحف الدمام الإقليمي‎)
- Публичная Библиотека Даммама
- Выставочный центр Дахрана (араб. مركز الظهران معارض‎)
- Народная Деревня
- Национальный Музей

Национальный музей Даммама расположен на 4-м этаже Публичной Библиотеки Даммама, напротив стадиона Мухаммад бин Фахд на перекрёстке Даммам-Хобар шоссе в районе Аль-Тубайши. Музей посвящён истории, культуре и жителям страны, хранит священные вещи и остатки ремёсел, поэтому является обязательным к посещению для гостей региона. 

## Всемирное наследие
Эд-Диръия — город в Саудовской Аравии, расположенный на северо-западной окраине Эр-Рияда. Эд-Диръия был первым домом Саудовской королевской семьи и служил в качестве столицы первой Саудовской династии с 1744 по 1818 гг. Сегодня город является столицей Диръийской губернии, в которую также входят посёлки Уяйна, Джубайла, Аль-Аммарийях и другие; является частью административного округа (провинции) Эр-Рияд.
Мадаин-Салих — это доисламский археологический памятник, расположенный около города Аль-Ула, в округе Медина в Саудовской Аравии. Большинство находок относят к Набатейскому царству (1 в. н. э.). Место представляет собой самый южный и крупнейший населённый пункт после Петры, столицы царства. Следы Лихьянитов и Римской оккупации до и после Набатейского управления, соответственно, также могут быть найдены на месте, в то время как учётные записи из Корана повествуют о более раннем заселении района племенем Самудов в 3-м тысячелетии до нашей эры.

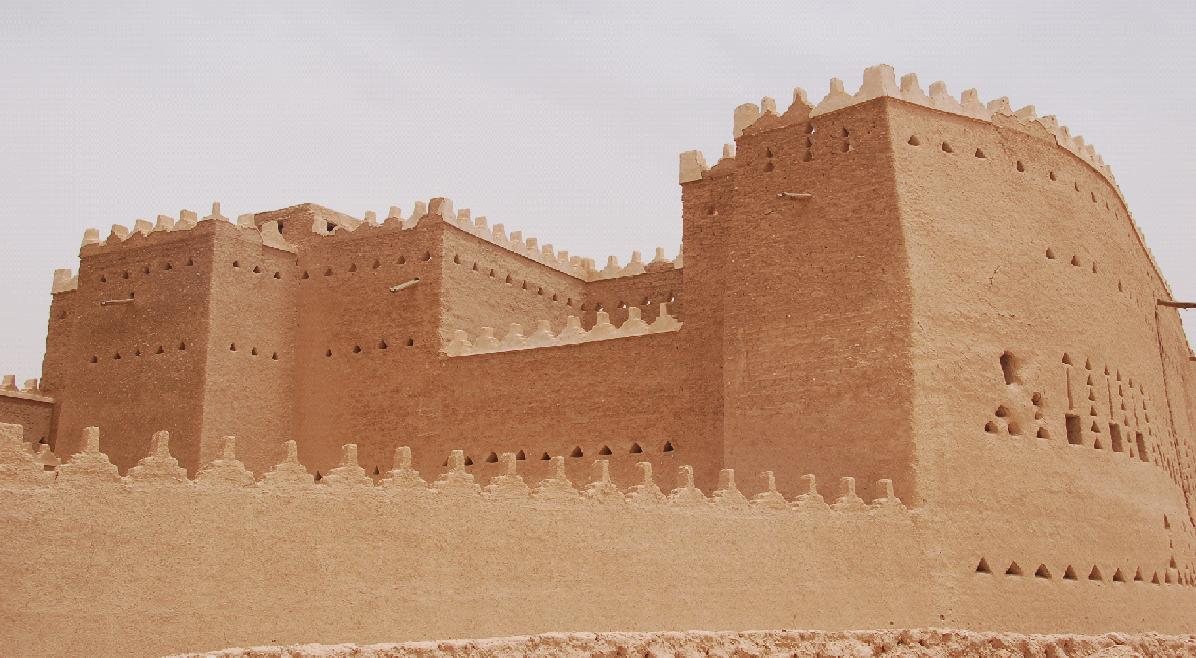
Дворец Саад ибн Сауда

## Религиозный туризм

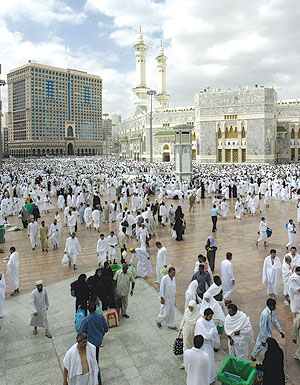
Мусульманские паломники в Мекке

Туризм в Саудовской Аравии по-прежнему во многом связан с религиозным паломничеством. Мекку посещает более трёх миллионов паломников в год в течение месяца Зу-ль-Хиджа в Хадж, и около двух миллионов в месяц Рамадан в Умру. В течение остальной части года, Мекка получает около четырёх миллионов в течение Умры. Хадж, или паломничество в город, является одним из пяти столпов Ислама. Однако, представителей других конфессий, сюда не пускают.

## Ограничения и безопасность
eVisa for GCC Residents
Кто имеет право на получение визы и что для этого требуется?
Минимальный возраст заявителей – 18 лет. Для детей младше 18 лет сначала подается заявление родителем.
При подаче заявления паспорт должен быть действителен не менее шести месяцев. Кандидаты также должны иметь резидентскую визу из страны Персидского залива, действующую в течение трех месяцев.
Религиозным туристам следует иметь в виду, что обладатели визы могут совершать умру в любое время, кроме сезона хаджа.
Заявители должны заполнить отдельные заявления на получение визы для каждого члена их прямой семьи и должны сопровождать члена при въезде в Саудовскую Аравию.
Какова цена?
Стоимость eVisa составляет 300 саудовских риалов плюс полная стоимость медицинского страхования.
Многократная туристическая виза действительна в течение одного года с даты выдачи, а допустимый срок пребывания составляет 90 дней.
Однократная туристическая виза действительна в течение трех месяцев с даты выдачи, а допустимый срок пребывания составляет 30 дней.
Сбор за оформление визы не возвращается. 
Как я могу подать заявку?
Вы можете подать заявление через MOFA.
Подать заявку на электронную визу

eVisa and Visa on Arrival
Кто имеет право на получение визы и что для этого требуется?
Туристы из 49 соответствующих стран могут подать заявление на получение туристической визы онлайн через быструю и простую в использовании платформу eVisa перед поездкой или по прибытии в Саудовскую Аравию через визовые отделы Департамента иммиграции.
Минимальный возраст заявителей - 18 лет. (Несовершеннолетние заявители требуют, чтобы лицо старше 18 лет выступало в качестве их опекуна).
При подаче заявления срок действия паспорта должен быть не менее шести месяцев на момент въезда в Саудовскую Аравию.
Религия заявителей значения не имеет.
Страны с двусторонними соглашениями (США, Великобритания, Южная Корея и Япония) могут подать заявление на получение гостевой визы через электронную визу или визу по прибытии или через посольства и консульства Саудовской Аравии .
Какова цена?
Стоимость туристической электронной визы составляет 535 саудовских риалов. В стоимость визы входит плата за полную медицинскую страховку на время пребывания в Саудовской Аравии.
Стоимость туристической визы по прибытии составляет 480 саудовских риалов.
Многократная туристическая виза действительна в течение одного года с даты выдачи, а допустимый срок пребывания составляет 90 дней.
Для электронной визы и визы по прибытии оплата должна быть произведена в саудовских риалах с использованием международной кредитной или дебетовой карты.
Плата за просрочку: 100 саудовских риалов за каждый день просрочки по истечении срока действия визы без выезда из Саудовской Аравии. Возврат в случае отказа невозможен. Визовый сбор не возвращается.
США, Великобритании или Шенгенской (деловой или туристической) визы имеют право на получение визы по прибытии; виза должна быть использована хотя бы один раз и иметь въездной штамп страны выдачи.
США, Великобритании или ЕС имеют право на получение визы по прибытии.
Сколько времени занимает процесс?
Время, необходимое для выдачи электронной визы , в большинстве случаев составляет от 5 до 30 минут.
Как я могу подать заявку?
Заявка на eVisa для соответствующих 49 округов подается через платформу
eVisa.
Страны, в которые можно получить электронную визу Саудовской Аравии:
Северная Америка: Канада, Соединенные Штаты.
Европа: Андорра, Австрия, Бельгия, Болгария, Хорватия, Кипр, Чешская Республика, Дания, Эстония, Финляндия, Франция, Германия, Греция, Голландия, Венгрия, Исландия, Ирландия, Италия, Латвия, Лихтенштейн, Литва, Люксембург, Мальта, Монако, Черногория, Норвегия, Польша, Португалия, Румыния, Россия. Сан-Марино, Словакия, Словения, Испания, Швеция, Швейцария, Украина, Великобритания.
Азия: Бруней, Китай (включая Гонконг и Макао), Япония, Казахстан, Малайзия, Сингапур, Южная Корея.
Океания: Австралия, Новая Зеландия.
Подать заявку на электронную визу

Консульская виза
Кто имеет право на получение визы и что для этого требуется?
Минимальный возраст заявителей — 18 лет. (Несовершеннолетние заявители требуют, чтобы лицо старше 18 лет выступало в качестве их опекуна.)
При подаче заявления срок действия паспорта должен быть не менее шести месяцев на момент въезда в Саудовскую Аравию.
Религия заявителей значения не имеет.
Спонсор не требуется для подачи заявления на визу.
Возврат в случае отказа невозможен, визовые сборы возврату не подлежат.
Плата за просрочку: 100 саудовских риалов за каждый день просрочки по истечении срока действия визы без выезда из Саудовской Аравии. Возврат в случае отказа невозможен. Визовый сбор не возвращается.
Многократная туристическая виза действительна в течение одного года с даты выдачи, а допустимый срок пребывания составляет 90 дней.
Однократная туристическая виза действительна в течение трех месяцев с даты выдачи, а допустимый срок пребывания составляет 30 дней.
Требуемые документы включают в себя:
Подтверждение проживания
Обратный билет
Подтверждение занятости
Финансовая платежеспособность/выписка из банка
Маршрут полета
Полная личная информация
Домашний адрес
Сколько времени занимает процесс?
Предварительная проверка виз проводится всеми авиакомпаниями перед посадкой на рейс в Саудовскую Аравию.
Срок выдачи визы в большинстве случаев составляет один-два рабочих дня.